# Elecciones generales de Bolivia de 2019
Las elecciones generales de Bolivia de 2019 se realizaron el 20 de octubre del mencionado año, para elegir al presidente y vicepresidente del Estado Plurinacional, 130 diputados, 36 senadores y 9 representantes ante organismos supraestatales para el período gubernamental 2020-2025.
Las elecciones fueron precedidas por un referéndum constitucional en 2016 sobre un proyecto de modificación constitucional que le permitiría al presidente Evo Morales ser reelecto, la cual fue rechazada. El 28 de noviembre de 2017 el Tribunal Constitucional Plurinacional falló a favor de la reelección indefinida, autorizando a Morales para volver a postularse como candidato en las elecciones generales de 2019.
Este proceso electoral se vio cuestionado por partidos de oposición, organizaciones y diversos sectores de la sociedad boliviana, que inició protestas y acusó al entonces presidente Evo Morales de haber cometido un «fraude electoral» luego de que se interrumpiera la transmisión no oficial de conteo rápido, que con el recuento al 83,76%, mostraba que si bien Morales lideraba en la votación, éste no alcanzaba la diferencia de votos necesaria para evitar una segunda ronda electoral que lo enfrentara al candidato de la oposición Carlos Mesa, pues la ley boliviana establece que en caso de que ningún candidato alcanzara el 50% de los votos válidos o —habiendo superado el 40%— tuviese una diferencia de 10% o más sobre el segundo, el eventual balotaje para la elección presidencial se realizaría el 15 de diciembre de 2019.
El 25 de octubre el Tribunal Supremo Electoral de Bolivia anunció los datos con el 100% de los votos escrutados, otorgando al partido Movimiento al Socialismo de Evo Morales el 47,08% de los votos, mientras que Comunidad Ciudadana del candidato opositor Carlos Mesa sumó el 36,51%, quedando descartada una segunda vuelta. No obstante, dos informes de la Organización de Estados Americanos (OEA), uno preliminar antes de la publicación de resultados oficiales y el informe final emitido con posterioridad, dieron cuenta de supuestas irregularidades en el recuento de votos, exacerbando los reclamos de la oposición, por lo que el presidente Evo Morales anunció el 10 de noviembre que se repetirían las elecciones y se renovarían los miembros del Tribunal Supremo Electoral. Horas después, Evo Morales mediante el canal de televisión estatal presentó su renuncia a la presidencia de Bolivia, tras perder el apoyo de policía, el ejército, y la Central Obrera Boliviana cuyos mandos recomendaron su dimisión. El 24 de noviembre de 2019 las cámaras de la  Asamblea Legislativa de Bolivia aprobaron por unanimidad anular las elecciones para posibilitar la realización de nuevos comicios.
La Misión Técnica de Expertos Electorales de la Unión Europea publicó un informe llegando a conclusiones similares, declarando que  sus observadores detectaron «numerosos errores e irregularidades en las actas electorales» y describiendo que «figuraban actas con un número inusualmente elevado de votos nulos, votos en blanco y una participación del ciento por ciento de los electores en una serie de mesas electorales». Posteriormente, la Universidad de Míchigan, CELAG, y otras instituciones, se disputaron el informe de la OEA y dando por válidos los resultados electorales. Al respecto, el jefe de gabinete del Secretario General de la OEA, Gonzalo Koncke, ratificó las conclusiones de su organización y se pronunció en contra de las conclusiones de The Washington Post, cuyos investigadores también dijeron no haber encontrado anomalías e irregularidades, diciendo que «el artículo no es honesto, ni está basado en hechos, ni está completo. Sobre todo, no es científico».

## Sistema electoral
La Presidencia y Vicepresidencia del Estado Plurinacional son elegidos por circunscripción nacional. En el caso de que ningún candidato presidencial alcance más del 50% de los votos válidamente emitidos; o un mínimo del 40%, con una diferencia del 10% frente a la segunda candidatura más votada se realizará una segunda vuelta electoral.
Para el Senado se eligen 4 escaños por cada circunscripción departamental, sumando 36 en total. Se emplea el sistema proporcional. Para la Cámara de Diputados se eligen en 9 circunscripciones departamentales distribuidas en escaños uninominales, plurinominales y especiales. En cada departamento se asignan escaños plurinominales a través del sistema proporcional.
En cada circunscripción uninominal se eligen por simple mayoría de sufragio, en caso de empate se realizará una segunda ronda. En los escaños especiales será por simple mayoría de votos válidos con segunda ronda en caso de empate. También se eligen en circunscripciones departamentales 9 representantes titulares del Estado Plurinacional de Bolivia ante organismos parlamentarios supraestatales, uno por cada departamento.
| Circunscripción | Diputados    | Diputados      | Diputados | Diputados | Senadores |
| Circunscripción | Uninominales | Plurinominales | Especial  | Total     | Senadores |
| --------------- | ------------ | -------------- | --------- | --------- | --------- |
| La Paz          | 14           | 14             | 1         | 29        | 4         |
| Santa Cruz      | 14           | 13             | 1         | 28        | 4         |
| Cochabamba      | 9            | 9              | 1         | 19        | 4         |
| Potosí          | 7            | 6              | 0         | 13        | 4         |
| Chuquisaca      | 5            | 5              | 0         | 10        | 4         |
| Oruro           | 4            | 4              | 1         | 9         | 4         |
| Tarija          | 4            | 4              | 1         | 9         | 4         |
| Beni            | 4            | 3              | 1         | 8         | 4         |
| Pando           | 2            | 2              | 1         | 5         | 4         |
| Total           | 63           | 60             | 7         | 130       | 36        |

## Antecedentes

### Reelección presidencial
El 21 de febrero de 2016 se llevó a cabo un referéndum para la reelección presidencial, resultando rechazado el proyecto de reforma constitucional, con una victoria del No con el 52% de los votos frente al Sí, 48%. El 28 de noviembre de 2017, el Tribunal Constitucional Plurinacional falló a favor una repostulación indefinida, esto basado en el artículo 256 de la Constitución y las normas sobre Derechos Políticos de la Convención Americana sobre Derechos Humanos. Además declara como inconstitucional la expresión «por una sola vez de manera continua» y «de manera continua por una sola vez» de la Ley de Régimen Electoral. Con este resultado del fallo, autoriza al presidente Evo Morales a su repostulación a las elecciones generales de 2019.
La presidenta del Tribunal Supremo Electoral, Katia Uriona, indicó que el referéndum «está vigente», es de «cumplimiento obligatorio» y «vinculante». Además señaló que en 155 días antes de los comicios generales de 2019 se pronunciará sobre la habilitación como candidato.

### Ley de Organizaciones Políticas
El 25 de agosto de 2018, la Cámara de Diputados aprobó el proyecto de Ley de Organizaciones Políticas. Entre las medidas del proyecto ley se establece las elecciones primarias presidenciales, el financiamiento estatal y cancelación de partidos políticos por racismo y discriminación; y participación comprobada en golpes de Estado, sedición y separatismo. El Órgano Electoral Plurinacional señaló que el proyecto de ley «inviabilizarían técnicamente la organización y administración de elecciones primarias». La ley fue promulgada el 4 de septiembre.

## Organización y cronograma electoral
El cronograma del proceso de las elecciones generales de 2019 fue el siguiente:
2018
- 19 de octubre – Convocatoria a elecciones primarias presidenciales
- 24 de octubre – Cierre de la entrega de libros de militantes
- 13 de noviembre – Presentación de la solicitud de alianza electorales
- 23 de noviembre – Último día para la obtención de la personalidad jurídica de organización políticas en trámite
- 28 de noviembre – Inscripción de candidatos a elecciones primarias presidenciales
- 8 de diciembre – Publicación de candidatos habilitados a elecciones primarias presidenciales

2019
- 27 de enero – Elecciones primarias presidenciales
- 20 de octubre - Elecciones generales de Bolivia de 2019

## Precandidatos

### Movimiento al Socialismo
El Tribunal Supremo Electoral rechazó la candidatura del binomio de Rafael Quispe y Juana Calle porque debió ser presentado por los «representante o delegados acreditados del partido».
Presidente
- Evo Morales: El 30 de noviembre de 2017 anunció su candidatura a las elecciones de 2019. Esta candidatura era considerada inconstitucional, ya que los actuales gobernantes perdieron el referéndum verificado el 21 de febrero de 2016, en el que se consultó al país si estaba de acuerdo con modificar el artículo 168 de la Constitución para permitir así la repostulación de los actuales mandatarios. En la consulta se impuso el No con 51% frente al 49% del Sí, por lo que el presidente Evo Morales y el vicepresidente Álvaro García Linera estaban inhabilitados como candidatos en las elecciones de 2019.[41][42] Sin embargo, a través de un fallo del Tribunal Supremo Electoral (TSE) bajo la interpretación del Pacto de San José de Costa Rica se declaró la inaplicabilidad del citado artículo 168. Es así que el 4 de diciembre de dicho año se anunció que la candidatura de Evo Morales y Álvaro García se encontraba habilitada.[43]

Vicepresidente
- Álvaro García Linera: La dirigencia del Movimiento al Socialismo ha insistido en la repostulación de la dupla para la vicepresidencia.[44] El vicepresidente anunció «no volver a postularme» para las elecciones de 2019.[45]
- Representante de la Central Obrera Boliviana: El secretario ejecutivo de la Central Obrera Boliviana, Juan Carlos Guarachi, señaló un pedido de la organización sindical para tener un representante obrero a la vicepresidencia.[46]

Nominado
|                                   |                                   |
|                                   |                                   |
| Evo Morales                       | Álvaro García Linera              |
| para presidente                   | para vicepresidente               |
|                                   |                                   |
| Presidente de Bolivia (2006-2019) | Presidente de Bolivia (2006-2019) |
|                                   |                                   |
|                                   |                                   |

### Bolivia Dice No
La alianza política «Bolivia Dice No» fue una alianza conformada por el Movimiento Demócrata Social (Demócratas), Unidad Nacional (UN) y la plataforma ciudadana «Bolivia Dice No».

Presidente
- Óscar Ortiz Antelo: Senador de Unidad Demócrata por el Departamento de Santa Cruz. Casado y padre de tres hijas. Administrador de Empresas con Maestría en Derecho Empresarial. Es Secretario General del Movimiento Demócrata Social Presidente de la Unión de Partidos Latinoamericanos y Vicepresidente de la Unión Internacional Demócrata fue el principal impulsor del referéndum revocatorio contra el presidente Evo Morales, mientras era presidente del senado. En noviembre de 2018, Óscar Ortiz Antelo se presenta como candidato a Presidente de Bolivia por la Alianza Bolivia Dice No, conformada por el Movimiento Demócrata Social y las Plataformas Ciudadanas «21F», para las elecciones nacionales de octubre de 2019. Durante el transcurso del proceso eleccionario, la Alianza Bolivia Dice No, ha formado alianzas con agrupaciones políticas y plataformas ciudadanas en toda Bolivia.

Nominado
| Demócratas                                                  |                                       |
| Óscar Ortiz Antelo                                          | Shirley Franco                        |
| para presidente                                             | para vicepresidenta                   |
|                                                             |                                       |
| Presidente de la Cámara de Senadores de Bolivia (2008-2010) | Exdiputada por Cochabamba (2015-2020) |
|                                                             |                                       |

### Partido Demócrata Cristiano
Presidente
- Chi Hyun Chung: Pastor evangélico, es también doctor, nacido en Corea del Sur nacionalizado boliviano desde ya hace varios años.

Declinaron
- Jaime Paz Zamora: El lunes 22 de octubre presentó su candidatura apoyado por el PDC y el Movimiento de Izquierda Revolucionaria (MIR). Le acompaña como candidata a vicepresidenta, la abogada Paola Barriga.[48] pero declinó su candidatura el 15 de junio debido a que no le permitieron elegir a sus diputados
- Norma Piérola: El miércoles 31 de septiembre la diputada del PDC anunció su candidatura a las elecciones nacionales por una facción del PDC.[49]

Nominado
|                                        |                     |
|                                        |                     |
| Independientes                         |                     |
| Chi Hyun Chung                         | Paola Barriga       |
| para presidente                        | para vicepresidenta |
|                                        |                     |
| Médico, empresario y pastor evangélico | Abogada             |
|                                        |                     |

### Comunidad Ciudadana
Presidente
- Carlos Mesa: el expresidente anunció el 6 de octubre su candidatura presidencial con el apoyo del Frente Revolucionario de Izquierda (FRI).[50] Posteriormente se conformó la alianza política Comunidad Ciudadana, entre el FRI y Soberanía y Libertad para Bolivia (Sol.bo). Inscribió su candidatura a las primarias de enero, en la cual presentaron al exministro de estado Gustavo Pedraza como candidato a vicepresidente que acompañará a Mesa.[42]

Nominado
|                                   |                                                               |
|                                   |                                                               |
| FRI                               | Independiente                                                 |
| Carlos Mesa                       | Gustavo Pedraza                                               |
| para presidente                   | para vicepresidenta                                           |
|                                   |                                                               |
| Presidente de Bolivia (2003-2005) | Ministro de Desarrollo Sostenible y Planificación (2004-2005) |
|                                   |                                                               |

### Otros
- Virginio Lema: La dirigencia del Movimiento Nacionalista Revolucionario (MNR) presentó la candidatura presidencial de Lema, mientras que Fernando Untoja se presentó el candidato a vicepresidente.[42]
- Félix Patzi: El 1 de octubre de 2018, luego de que el Tribunal Supremo Electoral aprobó la personería jurídica del partido Movimiento Tercer Sistema (MTS), anunció su candidatura a presidente sin hacer alianzas con otros partidos de oposición.[51][42]
- Ruth Nina: El Partido de Acción Nacional Boliviano (PAN-BOL) inscribió su candidatura a la presidencia, siendo así la única mujer en postularse a la presidencia, con Leopoldo Chui como candidato a vicepresidente.[42]
- Victor Hugo Cárdenas: El exvicepresidente confirmó el 14 de noviembre de 2018 su candidatura a la presidencia por el partido Unidad Cívica Solidaridad (UCS)[52] junto a Humberto Peinado como candidato a vicepresidente.[42]

## Candidatos
| Partido o alianza | Comunidad Ciudadana | Frente Para la Victoria   | Movimiento Tercer Sistema | Unidad Cívica Solidaridad | Movimiento al Socialismo | Bolivia Dice No    | Partido Demócrata Cristiano | Movimiento Nacionalista Revolucionario | Partido de Acción Nacional Boliviano |
| ----------------- | ------------------- | ------------------------- | ------------------------- | ------------------------- | ------------------------ | ------------------ | --------------------------- | -------------------------------------- | ------------------------------------ |
| Partido o alianza |                     |                           |                           |                           |                          |                    |                             |                                        |                                      |
| Candidatos        | {{{descripción}}}   | {{{descripción}}}         | {{{descripción}}}         | {{{descripción}}}         |                          | {{{descripción}}}  | {{{descripción}}}           |                                        |                                      |
| Candidatos        | Carlos Mesa         | Israel Franklin Rodríguez | Félix Patzi               | Víctor Hugo Cardenas      | Evo Morales              | Óscar Ortiz        | Chi Hyun Chung              | Virginio Lema                          | Ruth Nina                            |
| Lema              | #UnaBoliviaMejor    | -                         | #SistemaComunal           | #RescatemosBolivia        | #FuturoSeguro            | #Las Manos Limpias | #ChiPuede                   | #HayPorQuienVotar                      | #PanParaBolivia                      |

## Resultados
El artículo 2.º de la Ley n.º 1266 de Régimen Excepcional y Transitorio para la Realización de Elecciones Generales aprobada el 24 de noviembre de 2019 por la Asamblea Legislativa Plurinacional dejó sin efecto legal las Elecciones Generales realizadas el 20 de octubre de 2019 y sus resultados. En tal sentido, los resultados que se presentan a continuación son especulativos, en tanto se basan en resultados anulados por ley, quedando de esa manera como datos estadísticos para la historia.
|  | 47.08 % |

|  | 36.51 % |

|  | 8.78 % |

|  | 4.24 % |

|  | 1.24 % |

|  | 0.69 % |

|  | 0.65 % |

|  | 0.41 % |

|  | 0.39 % |

|  | 95.00 % |

|  | 3.55 % |

|  | 1.45 % |

|  | 88.31 % |

|  | 11.19 % |

### Resultados por departamento y a nivel mundial
| Departamento        | Morales / García | Morales / García | Mesa / Pedraza | Mesa / Pedraza | Chi / Barriga | Chi / Barriga | Ortiz / Franco | Ortiz / Franco | Patzi / Mendieta | Patzi / Mendieta | Lema / Untoja | Lema / Untoja | Nina / Chui | Nina / Chui | Cardenas / Peinado | Cardenas / Peinado | Rodríguez / Román | Rodríguez / Román | Total de votos | Válidos | Blancos | Nulos     | Emitidos  |      |         |       |        |         |         |
| Departamento        | Votos            | %                | Votos          | %              | Votos         | %             | Votos          | %              | Votos            | %                | Votos         | %             | Votos       | %           | Votos              | %                  | Votos             | %                 | Total de votos | Válidos | Blancos | Nulos     | Emitidos  |      |         |       |        |         |         |
| ------------------- | ---------------- | ---------------- | -------------- | -------------- | ------------- | ------------- | -------------- | -------------- | ---------------- | ---------------- | ------------- | ------------- | ----------- | ----------- | ------------------ | ------------------ | ----------------- | ----------------- | -------------- | ------- | ------- | --------- | --------- | ---- | ------- | ----- | ------ | ------- | ------- |
| Departamento        | Chuquisaca       | 128.657          | 42,35          | 134.338        | 44,22         | 24.385        | 8,03           | 5.954          | 1,96             | 1.991            | 0,66          | 1.666         | 0,55        | 3.578       | 1,18               | 1.572              | 0,52              | 1.685             | Total de votos | Válidos | Blancos | Nulos     | Emitidos  | 0,55 | 303.826 | 8.259 | 14.299 | 326.384 | 370.680 |
| La Paz              | 887.271          | 53,16            | 497.844        | 29,83          | 178.132       | 10,67         | 19.892         | 1,19           | 53.133           | 3,18             | 5.399         | 0,32          | 13.026      | 0,78        | 6.443              | 0,39               | 8.037             | 0,48              | 1.669.177      | 22.216  | 59.614  | 1.751.007 | 1.910.654 |      |         |       |        |         |         |
| Cochabamba          | 659.188          | 57,52            | 369.156        | 32,21          | 79.970        | 6,98          | 17.312         | 1,51           | 4.996            | 0,44             | 2.625         | 0,23          | 6.343       | 0,55        | 2.937              | 0,26               | 3.461             | 0,30              | 1.145.988      | 13.362  | 38.149  | 1.197.499 | 1.325.896 |      |         |       |        |         |         |
| Oruro               | 139.189          | 48,08            | 95.414         | 32,96          | 39.192        | 13,54         | 4.763          | 1,65           | 3.729            | 1,29             | 1.156         | 0,40          | 3.485       | 1,20        | 1.437              | 0,50               | 1.132             | 0,39              | 289.497        | 4.502   | 11.249  | 305.248   | 335.777   |      |         |       |        |         |         |
| Potosí              | 179.874          | 49,35            | 119.697        | 32,84          | 38.042        | 10,44         | 12.210         | 3,35           | 4.745            | 1,30             | 2.005         | 0,55          | 3.065       | 0,84        | 2.486              | 0,68               | 2.372             | 0,65              | 364.496        | 11.310  | 21.254  | 397.060   | 452.047   |      |         |       |        |         |         |
| Tarija              | 123.715          | 40,20            | 130.526        | 42,42          | 34.374        | 11,17         | 8.349          | 2,71           | 1.078            | 0,35             | 5.619         | 1,83          | 1.443       | 0,47        | 1.304              | 0,42               | 1.305             | 0,42              | 307.713        | 6.362   | 14.193  | 328.268   | 377.600   |      |         |       |        |         |         |
| Santa Cruz          | 550.058          | 34,76            | 741.166        | 46,84          | 108.849       | 6,88          | 149.026        | 9,42           | 3.935            | 0,25             | 12.997        | 0,82          | 5.623       | 0,36        | 6.625              | 0,42               | 3.987             | 0,25              | 1.582.266      | 18.825  | 53.823  | 1.654.914 | 1.863.543 |      |         |       |        |         |         |
| Beni                | 74.708           | 34,87            | 74.617         | 34,83          | 15.164        | 7,08          | 37.249         | 17,39          | 1.455            | 0,68             | 8.353         | 3,90          | 899         | 0,42        | 971                | 0,45               | 841               | 0,39              | 214.257        | 5.740   | 8.016   | 228.013   | 264.991   |      |         |       |        |         |         |
| Pando               | 25.627           | 44,29            | 23.271         | 40,22          | 4.440         | 7,67          | 2.033          | 3,51           | 467              | 0,81             | 1.198         | 2,07          | 378         | 0,65        | 235                | 0,41               | 207               | 0,36              | 57.856         | 1.130   | 2.248   | 61.234    | 72.580    |      |         |       |        |         |         |
| Voto en el Exterior | 120.647          | 59,84            | 54.568         | 27,06          | 16.499        | 8,18          | 3.379          | 1,68           | 1.295            | 0,64             | 1.291         | 0,64          | 1.982       | 0,98        | 1.272              | 0,63               | 696               | 0,35              | 201.629        | 1.867   | 6.455   | 209.951   | 341.001   |      |         |       |        |         |         |
| TOTAL               | 2.889.359        | 47,08            | 2.240.920      | 36,51          | 539.081       | 8,78          | 260.316        | 4,24           | 76.827           | 1,25             | 42.334        | 0,69          | 39.826      | 0,65        | 25.283             | 0,41               | 23.725            | 0,39              | 6.137.671      | 93.507  | 229.337 | 6.460.515 | 7.315.364 |      |         |       |        |         |         |

### Cámara de Diputados
|  | 46.64 % |

|  | 42.33 % |

|  | 56.22 % |

|  | 36.51 % |

|  | 31.64 % |

|  | 22.12 % |

|  | 8.80 % |

|  | 2.86 % |

|  | 1.34 % |

|  | 4.33 % |

|  | 13.36 % |

|  | 11.61 % |

|  | 1.27 % |

|  | 3.75 % |

|  | 6.68 % |

|  | 0.69 % |

|  | 2.57 % |

|  | 0 % |

|  | 0.65 % |

|  | 1.06 % |

|  | 0 % |

|  | 0.41 % |

|  | 1.67 % |

|  | 1.32 % |

|  | 0.39 % |

|  | 0.76 % |

|  | 0.71 % |

|  | 94.97 % |

|  | 78.70 % |

|  | 60.68 % |

|  | 3.55 % |

|  | 2.54 % |

|  | 60.68 % |

|  | 1.45 % |

|  | 18.76 % |

|  | 36.64 % |

|  | 89.62 % |

|  | 89.08 % |

|  | 48.84 % |

### Cámara de Senadores
|  | 46.64 % |

|  | 36.83 % |

|  | 8.80 % |

|  | 4.33 % |

|  | 1.27 % |

|  | 0.69 % |

|  | 0.65 % |

|  | 0.41 % |

|  | 0.39 % |

|  | 94.97 % |

|  | 3.55 % |

|  | 1.45 % |

|  | 89.62 % |

## Incidentes durante el recuento de votos
El Tribunal Supremo Electoral dispuso la publicación de dos series de recuentos poco después de que se cerró la votación, el primero correspondiente a un sistema de Transmisión Rápida de Datos Preliminares y el Conteo oficial, ambos disponibles en sitios web con actualizaciones en vivo. De manera independiente a los sistemas de recuento señalados, una empresa autorizada para la elaboración de sondeo a boca de urna el día de la elección a la conclusión del proceso realizó una primera publicación de resultados, estableciendo según su recopilación que al 95.6% de los votos que el presidente Morales, tenía 9.33 puntos porcentuales de diferencia sobre su principal rival y expresidente, Carlos Mesa. La diferencia menor a 10 puntos porcentuales era indiciaria de que era necesaria una segunda vuelta electoral de desempate. Por su parte el recuento de la Transmisión Rápida de Datos Preliminares, cuyo funcionamiento se basaba en la digitalización de información de las actas a través de un sistema OCR estableció por su parte que de la verificación del 83.8% de los votos en el recuento completo, los resultados preliminares establecían a Morales con el 45.3% y Mesa con el 38.2%; reflejando una ventaja de menos de diez puntos, pero con una cantidad significativa de actas por recontar, atribuidas a poblaciones con acceso limitado a internet que dificultaba la transmisión de la información. Después de las 19:40 hora local, no se realizaron más actualizaciones a los resultados preliminares.
Las autoridades electorales explicaron que las actualizaciones del conteo preliminar se habían detenido porque los resultados oficiales estaban comenzando a publicarse. A las 21:25, el presidente Morales se declaró el ganador de las elecciones, diciendo que «Ganamos una vez más, son cuatro elecciones consecutivas que ganamos, es histórico e inédito», y que «Nuevamente somos mayoría absoluta».
El 21 de octubre de 2019, se celebró una conferencia de prensa del Órgano Electoral Plurinacional, que publicó datos del conteo rápido del sistema de Transmisión de Resultados Electorales Preliminares (TREP), publicado a las 19:30, casi 24 después de ser suspendido inicialmente, indicando que con el 95.30% de los votos verificados, el MAS de Morales obtuvo el 46.86% de los votos sobre el 36.72% de la Comunidad Ciudadana de Mesa, superando los 10 puntos porcentuales necesarios para evitar un segunda vuelta y, como resultado, Morales permanecería en el poder por un cuarto mandato.
La suspensión del conteo de votos generó críticas en las misiones de observación electoral y de oposición, incluida la Organización de Estados Americanos (OEA). En una conferencia de prensa, el jefe de la misión de observación electoral de la OEA, Manuel González, hizo una declaración en la que su equipo expresó su «preocupación ante cambios drásticos e inexplicables» publicados por el Tribunal Supremo Electoral que interpretaron la victoria de Evo Morales en la primera ronda, diciendo «Es fundamental que se respete plenamente la voluntad ciudadana honrando los valores contenidos en la Carta Democrática Interamericana de la OEA». Además, la misión publicó una declaración pidiendo respeto por la voluntad de los ciudadanos. Y el 23 de octubre emitió su informe preliminar sobre las elecciones, en el que reiteró las críticas al proceso electoral boliviano y sugirió repetirlo, dado que, entre otras cosas, «los cambios en la tendencia del conteo rápido eran difíciles de explicar y no coincidían con las otras medidas disponibles»
El 8 de noviembre de 2019 la empresa Ethical Hacking la cual fue contratada por el Tribunal Supremo Electoral de Bolivia concluyó que los últimos comicios estaban “viciados de nulidad”, en razón a accesos al sistema por parte de servidores no autorizados, y un cambio súbito de tendencia en el departamento de Santa Cruz, donde se incrementaba el porcentaje de votos a favor de Carlos Mesa producto de la anulación de mesas en las que había ganado el partido oficialista, ante estas observaciones los medios de prensa no tardaron en objetar que la elección estaría manchada por ciertas irregularidades.
El 12 de noviembre se conoce un estudio del Center for Economic and Policy Research (CEPR) (Centro para la Investigación Económica y Política) explica que la misión de la OEA no proporcionó evidencia que sustente las declaraciones que hace tanto en su comunicado de prensa como en su informe preliminar, que sugieren que el conteo rápido podría ser incorrecto o «difícil de explicar». Explica que los resultados del conteo rápido con 83,85% de votos contabilizados «son consistentes con una proyección del resultado final que señala como inmediato ganador a (Evo) Morales con una victoria de más de 10 puntos porcentuales». También explica que ni la misión de la OEA ni ningún partido político de oposición han demostrado que hubo irregularidades generalizadas o sistemáticas en las elecciones presidenciales del 20 de octubre de 2019. Indica que ni el conteo rápido ni el oficial exhiben cambios significativos en las tendencias de votación respecto a los resultados finales; más bien, la misma tendencia ya conocida, explicable por diferencias en las preferencias de los votantes en diferentes áreas geográficas, se hace evidente en ambos conteos. Asegura que el recuento de votos legalmente vinculante no se detuvo durante ningún período de tiempo significativo; y señalan que «no está claro cómo las objeciones de la misión de la OEA con respecto al conteo rápido afectarían al conteo oficial».
El 13 de noviembre de 2019 el investigador de ciencias políticas de la Universidad de Míchigan, Walter Mebane, publica un estudio titulado Evidence Against Fraudulent Votes Being Decisive in the Bolivia 2019 Election (“Evidencia en contra de que los votos fraudulentos hayan sido decisivos en la elección de Bolivia en 2019”) La investigación concluye que hubo irregularidades estadísticas que podrían indicar fraude sólo en 274 de las 34551 mesas de votación y que no se diferencia mucho de patrones vistos en otros comicios en Honduras, Turquía, Rusia, Austria y Wisconsin. “Incluso removiendo los votos fraudulentos, el MAS tiene una ventaja superior al diez por ciento”.

## Acusaciones de fraude electoral

### Reacciones
Carlos Mesa pidió movilizaciones civiles en defensa del voto luego de denunciar el fraude en las elecciones. En un video posterior, Mesa pidió protestas constantes hasta que se llevara a cabo una segunda ronda de votación, y agregó que traería pruebas de fraude.
El candidato de la oposición, Óscar Ortiz, llamó a manifestarse en paz para «mantener la legitimidad de la reivindicación democrática».
La Conferencia Episcopal Boliviana (CEB) advirtió sobre el presunto fraude y exigió que las autoridades electorales cumplan con su deber como «árbitro imparcial del proceso electoral». La CEB también pidió a «veedores internacionales a cumplir su misión de vigilar la transparencia del proceso electoral» a fin de respetar al pueblo boliviano y los principios de la democracia, señalando que uno de los observadores de las elecciones, la Unión Europea, había financiado el sistema de conteo electrónico de votos y, por lo tanto, debe tener el mandato de garantizar que se use correctamente.
El Ministro de Justicia, Héctor Arce, negó el presunto fraude electoral y dijo que las manifestaciones eran injustificadas, ya que el proceso de cómputo electoral es de acceso libre y público. El 22 de octubre, el vicepresidente de la junta electoral boliviana, Antonio Costas, considerado el único miembro independiente del TSE y que no responde a Morales, renunció y criticó al Tribunal Electoral por suspender la publicación de los resultados del TREP, diciendo que los problemas con el conteo desacreditaron el proceso democrático.
El Comité Nacional para la Defensa de la Democracia en Bolivia (Conade) responsabilizó al gobierno de Morales por cualquier confrontación que pudiera surgir en el país y pidió un paro nacional indefinido desde la medianoche del 23 de octubre.
En un discurso televisado el 23 de octubre, Morales afirmó que había un golpe de Estado en curso en su país que había sido orquestado por grupos de derecha en Bolivia con la ayuda de potencias extranjeras; más temprano ese día, Manuel González opinó que la segunda ronda debería continuar incluso si Morales había logrado una ventaja de más de 10 puntos porcentuales, ya que su margen de voto (basado en los resultados anteriores) aún sería «insignificante».
En la mañana del 23 de octubre, el Consejo de la OEA se reunió para analizar la situación de Bolivia. El embajador de Bolivia ante al OEA, José Alberto Gonzales, señaló ante el consejo que la interrupción del TREP fue por falta de internet en áreas rurales. Estados Unidos, Brasil, Argentina y Colombia se mostraron a favor de una segunda vuelta electoral, si la OEA no consigue verificar los resultados del primer turno. Mientras tanto, el secretario general de la OEA, Luis Almagro, sugirió que los resultados de las elecciones nacionales en Bolivia no sean considerados legítimos hasta que esa organización internacional realice la auditoría solicitada por el TSE y por el gobierno boliviano.
La Comisión Interamericana de Derechos Humanos (CIDH) expresó su preocupación «ante los graves hechos de violencia que han tenido lugar en el marco del proceso electoral en Bolivia», llamando a la seguridad, integridad personal y la libertad de expresión de sus habitantes.
El gobierno de Venezuela consideró a Morales como ganador de las elecciones, felicitándolo por un cuarto mandato, y Nicolás Maduro expresó su apoyo a Morales, calificándolo como «presidente reelecto, legítimo y constitucional». La vicepresidencia de la República Bolivariana de Venezuela además felicitó a Morales por su «victoria», siendo dado a conocer por el Jefe de la Diplomacia venezolana Jorge Arreaza. El ministro de la Presidencia de Bolivia, Juan Ramón Quintana, comparó a Carlos Mesa con Juan Guaidó, quien se disputa la presidencia de Venezuela con Maduro, afirmando que en el país se desarrolla una estrategia de designación de un «gobierno paralelo».
El presidente Morales declaró su victoria nuevamente el 24 de octubre durante una concentración de militantes y organizaciones sociales en la plaza 14 de Septiembre de Cochabamba, y acusó a Mesa y a otros opositores de golpistas, minimizando los bloqueos y marchas y ofreciéndose a dar talleres y seminarios a las personas sobre cómo bloquear.
A las 21:00 hora local del 24 de octubre, mediante un vídeo en Twitter, Mesa declaró que el MAS no quería balotaje, denunciando fraude electoral y llamando a la población a «continuar con la lucha democrática». Un especialista de Bolivia en la Universidad de Georgia informó que «esta es la primera vez que vemos protestas de las clases medias en todas las principales ciudades del país contra Morales».

### Auditoría electoral realizada por OEA
Ante las acusaciones de fraude electoral, con fecha 22 de octubre de 2019 el gobierno de Evo Morales solicitó al Secretario General de la Organización de Estados Americanos la realización de una Auditoría Electoral al Computo Oficial de los votos de las Elecciones Generales del 20 de octubre de 2019, acordándose que la auditoría iniciaría el 31 de octubre de 2019.

#### Informe preliminar de auditoría
El domingo 10 de noviembre, la Organización de Estados Americanos publicó el informe preliminar de la auditoría realizada al proceso electoral y sus hallazgos. Mostró que había vulnerabilidades en el sistema que podrían haber manipulado los resultados; señalando específicamente que "resulta improbable estadísticamente que Morales haya obtenido el 10% de diferencia para evitar una segunda vuelta". Los observadores internacionales pidieron por unanimidad que las elecciones se celebraran nuevamente con el recuento original completamente anulado.

Conclusiones de los hallazgos preliminares

En los cuatro elementos revisados (tecnología, cadena de custodia, integridad de las actas y proyecciones estadísticas) se encontraron irregularidades, que varían desde muy graves hasta indicativas. Esto lleva al equipo técnico auditor a cuestionar la integridad de los resultados de la elección del 20 de octubre pasado.

En el componente informático se descubrieron fallas graves de seguridad en los sistemas tanto TREP como del cómputo final. Además, se descubrió una clara manipulación del sistema TREP que afectó tanto los resultados de dicho sistema, como los del cómputo final.

La existencia de 1.575 actas TREP en el cómputo final, corresponde a un aproximado de 350.000 votos. El margen de victoria en primera vuelta es menor a 40.000 votos. Por lo tanto, una irregularidad de estas dimensiones es determinante para el resultado. Por estas razones el equipo auditor no puede validar una victoria en primera vuelta.

Las manipulaciones al sistema informático son de tal magnitud que deben ser profundamente investigadas por parte del Estado boliviano para llegar al fondo y deslindar las responsabilidades de este caso grave. La existencia de actas físicas con alteraciones y firmas falsificadas también impacta la integridad del cómputo oficial.

De 176 actas analizadas de la muestra que habían sido escrutadas en Argentina, el 38,07% presentan inconsistencias con el número de ciudadanos que sufragaron. Es decir, las actas reflejan un número mayor de votos que el total en las listas índice.

Teniendo en cuenta las proyecciones estadísticas, resulta posible que el candidato Morales haya quedado en primer lugar y el candidato Mesa en segundo. Sin embargo, resulta improbable estadísticamente que Morales haya obtenido el 10% de diferencia para evitar una segunda vuelta.

Los técnicos de la OEA contaron con la necesaria información y accesos para poder realizar su trabajo.

El equipo auditor no puede validar los resultados de la presente elección, por lo que se recomienda otro proceso electoral. Cualquier futuro proceso deberá contar con nuevas autoridades electorales para poder llevar a cabo comicios confiables.

Finalmente, el equipo de auditores seguirá procesando información y las más de 250 denuncias recibidas sobre el proceso electoralde cara al informe final, el cual contendrá una serie de recomendaciones. Sin embargo, los hallazgos preliminares son contundentes.

Como consecuencia de estos hechos, el presidente boliviano, Evo Morales, anunció la renovación total de los vocales del Tribunal Supremo Electoral y la convocatoria a nuevas elecciones generales. La decisión fue tomada luego que la Organización de los Estados Americanos presentara su informe preliminar "Análisis de Integridad Electoral, Elecciones Generales en el Estado Plurinacional de Bolivia, 20 de octubre de 2019". donde se expresan graves irregularidades en el proceso electoral y se solicita la repetición de los comicios.

Aunque el presidente Morales intentó traer calma con esta decisión, no lo logró y las manifestaciones continuaron a través de todo el país, sumándose motines policiales y la sugerencia del comandante general de las Fuerzas Armadas, Williams Kaliman, de que diera un paso al costado para desactivar la crisis política y social. Ante este nuevo escenario el presidente Evo Morales presentó su renuncia y se refugió en Chimoré. Sin embargo, unos días después, el Center for Economic and Policy Research (CEPR) refuta esta tesis
"El análisis estadístico de los resultados de las elecciones y las hojas de tabulación de las elecciones del 20 de octubre en Bolivia no muestra que las irregularidades o el fraude afectaron el resultado oficial, dando al Presidente Evo Morales una victoria en la primera vuelta".
Según la organización, la evolución entre los resultados provisionales conocidos en la noche de las elecciones y los resultados finales conocidos al día siguiente puede explicarse por "razones geográficas":
"el apoyo a Morales es mucho más fuerte en las zonas pobres y rurales que a menudo carecen de Internet, por lo que las actas de los resultados tardan más en ser enviadas y registradas".
En marzo de 2020, dos investigadores estadounidenses del MIT publicaron en un blog del periódico The Washington Post un artículo con la misma tesis del CEPR. Días después la OEA observó que en dicho artículo no se haya tomado en cuenta la manipulación de actas y los servidores informáticos ocultos. Además, el MIT se pronunció posteriormente para aclarar que el estudio realizado por estos académicos no forma parte del trabajo de los investigadores del MIT y sólo refleja los puntos de vista de la entidades afiliadas al Instituto. Así mismo, el Secretario General de la OEA, envió una carta al periódico que publicó la opinión de los académicos argumentando que el artículo publicado contenía múltiples falsedades, inexactitudes y omisiones, y que ignoraba los principales hallazgos del informe de auditoría de la OEA, para concluir que los resultados de la OEA demostraban inequívocamente que hubo “manipulación intencional” de las elecciones en dos áreas.

#### Informe final de auditoría y acreditación de irregularidades
Con fecha 5 de diciembre de 2019, la OEA publicó su informe final sobre la auditoría realizada al proceso electoral, en el cual concluyó que hubo "manipulación dolosa" y "parcialidad de la autoridad electoral" durante los cuestionados comicios del 20 de octubre. El informe menciona los siguientes hallazgos:

1. Hallazgo 1: sistemas de transmisión de resultados electorales preliminares y cómputo definitivo viciados
2. Hallazgo 2: existencia de un patrón de manipulaciones, falsificaciones y adulteraciones de actas electorales en seis departamentos que buscan beneficiar al mismo candidato
3. Hallazgo 3: la deficiente cadena de custodia no garantizó que el material electoral no haya sido manipulado y/o reemplazado
4. Hallazgo 4: las actas del cómputo no son confiables; no obstante, del análisis detallado se destaca que las actas ingresadas en el último 4,4% tienen un número llamativo de observaciones
5. Hallazgo 5: tendencia mostrada en el último 5% es altamente improbable

Informe final de integridad electoral OEA.

Entre los hechos corroborados en el informe que acreditan irregularidades en el proceso electoral, resalta la paralización intencional y arbitraria, sin fundamentos técnicos, del Sistema de Transmisión de Resultados Preliminares (TREP) al momento en que se llevaban 83.76% de las actas verificadas y divulgadas, de un 89.34% de actas que ya habían sido transmitidas y estaban en el sistema TREP. El TSE ocultó a la ciudadanía, de manera deliberada, un 5.58% de actas que ya se encontraban en el sistema TREP pero que no fueron publicadas. Se corroboró también la introducción de servidores no previstos en la infraestructura tecnológica (servidores denominados BO11 y BO202), a los cuales se desvió de manera intencional el flujo de información del TREP. Para la redirección del flujo hacia el servidor BO20 se modificó la IP a la que direccionaban las 350 máquinas utilizadas en el SERECI. Los servidores se emplearon para la transcripción y verificación de actas así como para el flujo de otros datos asociados provenientes del TREP. El servidor BO1 registró actividad inclusive durante el tiempo en que el sistema de resultados preliminares se encontraba “apagado”.
Otra irregularidad corroborada fue el hecho de que se mintió respecto a la configuración real del servidor oculto BO1 (implementado en una red Amazon de NEOTEC y detectado por la empresa auditora). Además de ser una pasarela entre el navegador del usuario y el servidor como declara la empresa NEOTEC, atendió también otras peticiones web, como se puede ver en sus registros, y almacena tanto bases de datos como aplicaciones electorales. Las bases de datos estaban accesibles durante la auditoría de la OEA, situación que fue validada con la empresa auditora contratada por el TSE (en consulta especial antes de cerrar el presente informe). La existencia de bases de datos en un servidor oculto y declarado como pasarela (recién al ser detectado) es extremadamente grave y merece una investigación especial en una ulterior judicialización. También de verificó que se evadieron intencionalmente los controles de la empresa auditora y se redirigió el tráfico hacia una red que estaba fuera del dominio, administración, control y monitoreo del personal del TSE.
Se verificó que a solicitud de los vocales del TSE y de un individuo presentado como asesor de los vocales se configuró un servidor en una red Amazon ajeno al TREP y Cómputo a través de una máquina Linux AMI virtual. Cabe resaltar que dicho individuo no formaba parte de la planta laboral del TSE ni de las empresas auditora o proveedora. Se constató el acceso desde esta máquina con usuario ec2-user (y también elevando privilegios a root) en fecha 21 de octubre de 2019 y en plena ejecución del TREP en su segunda etapa (tras el corte). Finalmente, entre las conclusiones que aparecen en el informe final de la OEA, se encuentran las siguientes:

1. El equipo auditor ha detectado una manipulación dolosa de los comicios en dos planos. A nivel de las actas, a partir de la alteración de las mismas y la falsificación de las firmas de los jurados de mesas. A nivel del procesamiento de los resultados, a partir del re direccionamiento del flujo de datos a dos servidores ocultos y no controlados por personal del TSE, haciendo posible la manipulación de datos y la suplantación de actas. A ello se suman irregularidades graves, tales como la falta de resguardo de las actas y la pérdida de material sensible.
2. Los hallazgos detallados revelan, asimismo, la parcialidad de la autoridad electoral. Los vocales del TSE, quienes debían velar por la legalidad e integridad del proceso, permitieron que se desviara el flujo de información hacia servidores externos, destruyendo toda confianza en el proceso electoral.
3. Debe tenerse en cuenta que este ha sido un ejercicio de auditoría acotado, tanto en el tiempo del que se dispuso como en relación con los componentes del proceso que fueron analizados. Excede a este informe lo ocurrido en la etapa pre electoral y los hallazgos de la Misión de Observación de la OEA respecto a la inequidad de la contienda y el accionar del TSE en la fase anterior a los comicios.

Informe final de integridad electoral de las elecciones generales de Bolivia del 20 de octubre de 2019.

Según el acuerdo firmado entre la Secretaria General de la OEA y el Estado Plurinacional de Bolivia el 30 de octubre de 2019, se establece en su artículo 6 que "El resultado del informe de auditoría será vinculante para las dos partes.".

## Controversia en relación con el fraude electoral
Diversos estudios fueron realizados de manera independiente en función de las bases de datos reportadas por el Tribunal Supremo Electoral que organizó las fallidas elecciones del 20 de octubre de 2019. Entre los estudios que confirman el fraude se encuentran los realizados por el economista John Newman, exrepresentante del Banco Mundial en Bolivia quien ratificó las conclusiones de la Organización de Estados Americanos (OEA) tras contrastar el informe de la misión de observación y el posterior análisis del estadístico Irfan Nooruddin, comisionado por la OEA para revisar los resultados de las elecciones, con la investigación del Centro de Investigación Económica y Política (CEPR). De igual forma, es conocido el estudio del economista Rómulo Chumacero, profesor del Departamento de Economía de la Universidad de Chile, cuyo estudio no se centra en evidenciar si hubo o no fraude, sino en demostrar la improbabilidad estadística de las variaciones que se dieron luego de la interrupción del conteo rápido y el comportamiento demasiado atípico de las últimas actas electorales procesadas.
En contrapartida, otros estudios como el de Walter Mebane, profesor del Departamento de Estadísticas de la Universidad de Míchigan y los publicados por el Centro Estratégico Latinoamericano de Geopolítica (CELAG) y el Centro de Investigación Económica y Política (CEPR), incluyendo un estudio encargado a investigadores del Instituto de Tecnología de Massachusetts, cuestionan el informe electoral de la OEA. Estos estudios indican que existen diversas razones para entender la variación de los votos en el conteo final, incluyendo la alta correlación estadística entre los votos a favor de Evo Morales antes y después de la suspensión del conteo de votos. 
En junio de 2020, la OEA denunció una campaña de desinformación en relación con su rol durante las elecciones de octubre de 2019 a través de un comunicado de prensa en el que denunció la circulación de artículos generadores de confusión sobre la secuencia de hechos que llevaron a la renuncia de Evo Morales, así como las contradicciones e imprecisiones marcadas por cierta orientación ideológica de dichos estudios. Los estudios del CEPR y CELAG son cuestionados al ser considerados como think tank's que simpatizan con la corriente del socialismo del siglo XXI. Por su parte, el CELAG tiene como miembros de su consejo consultivo a varias de las principales figuras de la izquierda iberoamericana como Rafael Correa, Verónika Mendoza, Camila Vallejo, Gustavo Petro, Juan Carlos Monedero y quien fuera vicepresidente de Evo Morales, Álvaro García Linera.
En junio de 2020 el Centro de Investigación en Economía y Política (CEPR, por sus siglas en inglés) examinó las presuntas irregularidades que se señalaban en los informes de la OEA en un extenso informe de 82 páginas y múltiples anexos que señalaban desvirtuar las irregularidades presentadas por el organismo multilateral como evidencia de una supuesta alteración dolosa del resultado de las elecciones. Aunque la versión original fue publicada en inglés hace tres meses, la OEA no ha emitido alguna respuesta a los cuestionamientos que plantea el informe del CEPR.

## Anulación de las elecciones
Luego de la salida de Evo Morales del poder, la Asamblea Legislativa Plurinacional de Bolivia aprobó anular las elecciones de octubre de 2019 para posibilitar la realización de nuevos comicios, resaltando el hecho de que los parlamentario del Movimiento al Socialismo, el partido de Evo Morales, votaron también a favor de dicha anulación de los comicios. El 24 de noviembre de 2019, la presidenta interina Jeanine Añez, promulgó la Ley de Régimen Excepcional y Transitorio para la Realización de Elecciones Generales, norma que establece la anulación de las elecciones de octubre de 2019 de acuerdo a lo siguiente: 

ARTÍCULO 2.
1. Se deja sin efecto legal las Elecciones Generales realizadas el 20 de octubre de 2019 y sus resultados.
2. Se dispone la realización de nuevas Elecciones Generales para elegir Presidenta o Presidente del Estado, Vicepresidenta o Vicepresidente del Estado, Senadoras o Senadores, Diputadas o Diputados y Representantes ante Organismos Parlamentarios Supraestatales, para el periodo de mandato constitucional 2020 – 2025.